# Торремаджоре
Торремаджо́ре (итал. Torremaggiore) — итальянский город в провинции Фоджа в Апулии.
Население составляет 16 984 человека, плотность населения составляет 81,43 чел./км². Занимает площадь 208,57 км². Почтовый индекс — 71017, телефонный код — 00882.
Покровителем города считается святой Савин. Праздник города ежегодно празднуется в первое воскресенье июня.

## Личности, связанные с Торремаджоре
- Умберто Петтиниккьо (1943), живописец и скульптор.

## Города-побратимы
- Каноза-ди-Пулья, Италия (2003)
- Буффало, США (2004)
- Виллафаллетто, Италия (2009)